# 382

## Události
- Římská synoda

## Hlavy států
- Papež – Damasus I. (366–384)
- Římská říše – Theodosius I. (východ) (379–395), Gratianus (západ) (375–383) + Valentinianus II. (západ) (375–392)
- Perská říše – Ardašír II. (379–383)